# Dum Dum Dugan

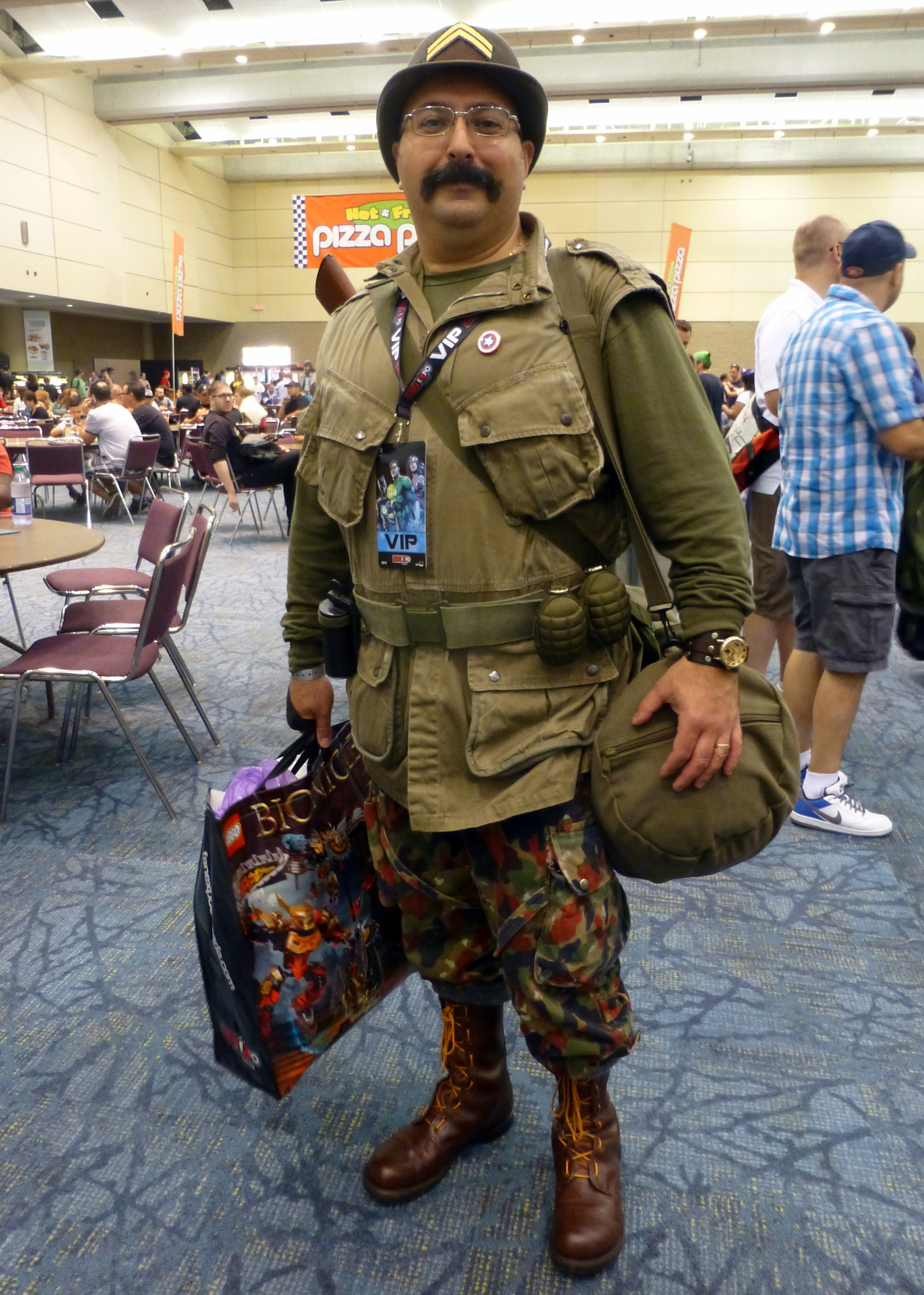
Cosplay de "Dum Dum" Dugan na Fan Expo Canada, em 2015.

Timothy Aloysius Cadwallader "Dum Dum" Dugan é um personagem de Histórias em Quadrinhos da Marvel Comics. É um oficial da S.H.I.E.L.D., um dos membros mais experientes da equipe de Nick Fury, conhecido por sua perícia no tiro de precisão, por seu físico avantajado e pelo uso de um Chapéu-coco, sua marca registrada.

## Adaptações
- Apareceu com destaque no filme para televisão norte-americana de 1998, Nick Fury: Agent of S.H.I.E.L.D., interpretado por Garry Chalk.
- Em 2011 o papel foi de Neal McDonough no filme "Capitão América: O Primeiro Vingador".